# Mitrídates de Persia
Mithridates (en griego Mιθριδατης o Mιθραδατης); vivió en el siglo IV a. C. muerto en el 334 a. C.) fue un aristócrata persa de alto rango, yerno del rey Darío III de Persia , que fue asesinado por Alejandro Magno con su propia mano, en la Batalla del Gránico, al clavarle este último una lanza a través del rostro.